# Dekanija Ljubljana - Šentvid
Dekanija Ljubljana - Šentvid je rimskokatoliška dekanija Nadškofije Ljubljana, katere sedež je v Šentvidu pri Ljubljani.
Dekanijska cerkev je Cerkev sv. Vida, Ljubljana.

## Župnije
- Župnija Ljubljana - Dravlje
- Župnija Ljubljana - Ježica
- Župnija Ljubljana - Koseze
- Župnija Ljubljana - Podutik
- Župnija Ljubljana - Šentvid
- Župnija Ljubljana - Šiška
- Župnija Pirniče
- Župnija Preska
- Župnija Sora
- Župnija Sv. Katarina - Topol
- Župnija Šmartno pod Šmarno goro
- Župnija Vodice
- Župnija Zapoge